# Druifluis
De druifluis (Daktulosphaira vitifoliae, synoniemen: Phylloxera vastatrix, Viteus vitifoliae) is een bladluizensoort uit de familie Phylloxeridae.

## Beschrijving
De druifluis heeft een ei-vormig lichaam en wordt slechts enkele millimeters lang. De gevleugelde exemplaren hebben vleugels die twee keer zo lang zijn als het lichaam. De poten en tasters zijn kort en nauwelijks te zien. Druifluizen produceren geen honingdauw en werken niet samen met mieren zoals veel bladluizen. De naam werd voor het eerst geldig gepubliceerd als Pemphigus vitifoliae door Asa Fitch in 1855.

## Plaag
Deze luis is een plaaginsect, een zeer schadelijke soort die vooral gevreesd is in wijngaarden vanwege de voorkeur voor druivenplanten van de variëteit Vitis vinifera. De levenscyclus is gecompliceerd; net zoals veel andere bladluizen kent deze soort meerdere generaties, waarvan de laatste uitvliegt en zich ver kan verspreiden. Er zijn vier tot zes generaties per jaar en met name de generaties die op de wortels leven kunnen grote schade aanrichten. Die op bladeren leven zijn minder schadelijk.
De soort is afkomstig uit Noord-Amerika en is door de mens naar Europa gebracht. Met name in de 19e eeuw heeft deze soort ervoor gezorgd dat een groot deel van de Europese wijngaarden werd vernietigd, in Frankrijk bezweek na 1870 ongeveer 70% van alle planten. Het bestrijden van de druifluis was vrijwel onmogelijk. Men ontdekte dat de wijnrankfamilies in Noord-Amerika wel resistent waren tegen de druifluis. Evenzo viel het op in het Oostenrijkse Burgenland. Daar gebruikte men Amerikaanse druivenstokken voor de teelt van de wijn Uhudler. De oplossing voor de Europese wijnboeren was het importeren van onderstammen uit Noord-Amerika en hierop Europese druivenrassen te enten.
In de laatste jaren van de 19e eeuw werd ook de wijnstreek Bordeaux geteisterd door de epidemie van druifluizen. De "edele" Europese druiven van rassen als Merlot moesten op resistente Amerikaanse stokken worden geënt. Omdat deze wijnstokken inferieur van kwaliteit zijn en minder lang leven, hebben de wijnen niet meer de kwaliteit die de 19e-eeuwse bordeaux, en daarmee ook bijvoorbeeld de Rotspon, beroemd maakte.

### Verspreiding in Europa
- 1854 Ontdekking in de VS door A. Finch
- Beschrijving als Pemphigus vitifoliae
- 1858 - 1862 verscheping naar Frankrijk en Engeland met Vitis species (op sierplanten en meeldauwresistente wijnstokken)
- Beschrijving als Peritymbia vitisana door Hammersmith op tafeldruiven in een Londense broeikas.
- 1863 Provence: onverklaarbaar afsterven van wijnstokken
- 1868 Opheldering over de oorzaak (G. Bazille, F. Sahut en J.E. Planchon), daarna de snelle vernietiging van 700.000 hectare wijngaarden
- 1874 tot de eeuwwisseling: in Bonn aan een sierdruif uit de VS, daarna Karlsruhe en Schöneberg, uitbreiding tot het zuiden

## Uitzonderingen
De wijnbouw op de Canarische Eilanden heeft door haar geïsoleerde ligging niet geleden onder de druifluis. De druivenstokken staan daar op hun eigen stam, dus niet zoals elders in Europa geënt op een Amerikaanse onderstam.
Bij het porthuis Noval staan nog een aantal niet op Amerikaanse onderstam geënte druivenstokken voor hun speciale vintage-port National.
Ook het Spaanse wijnhuis, Bodega Valdelana Rioja heeft enkele ongeënte wijnstokken en maken daar van de Familia Valdelana Centvm Vitis, een unieke wijn waarbij bladgoud geleverd wordt om in de wijn te doen.
In Chili is de druifluis nog niet doorgedrongen. Aan de voet van de Andes groeien daarom wijnstokken die veel ouder worden dan de Europese en Amerikaanse stokken.

## Afbeeldingen

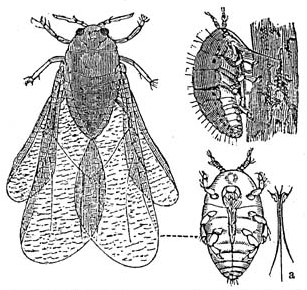
Verschillende stadia
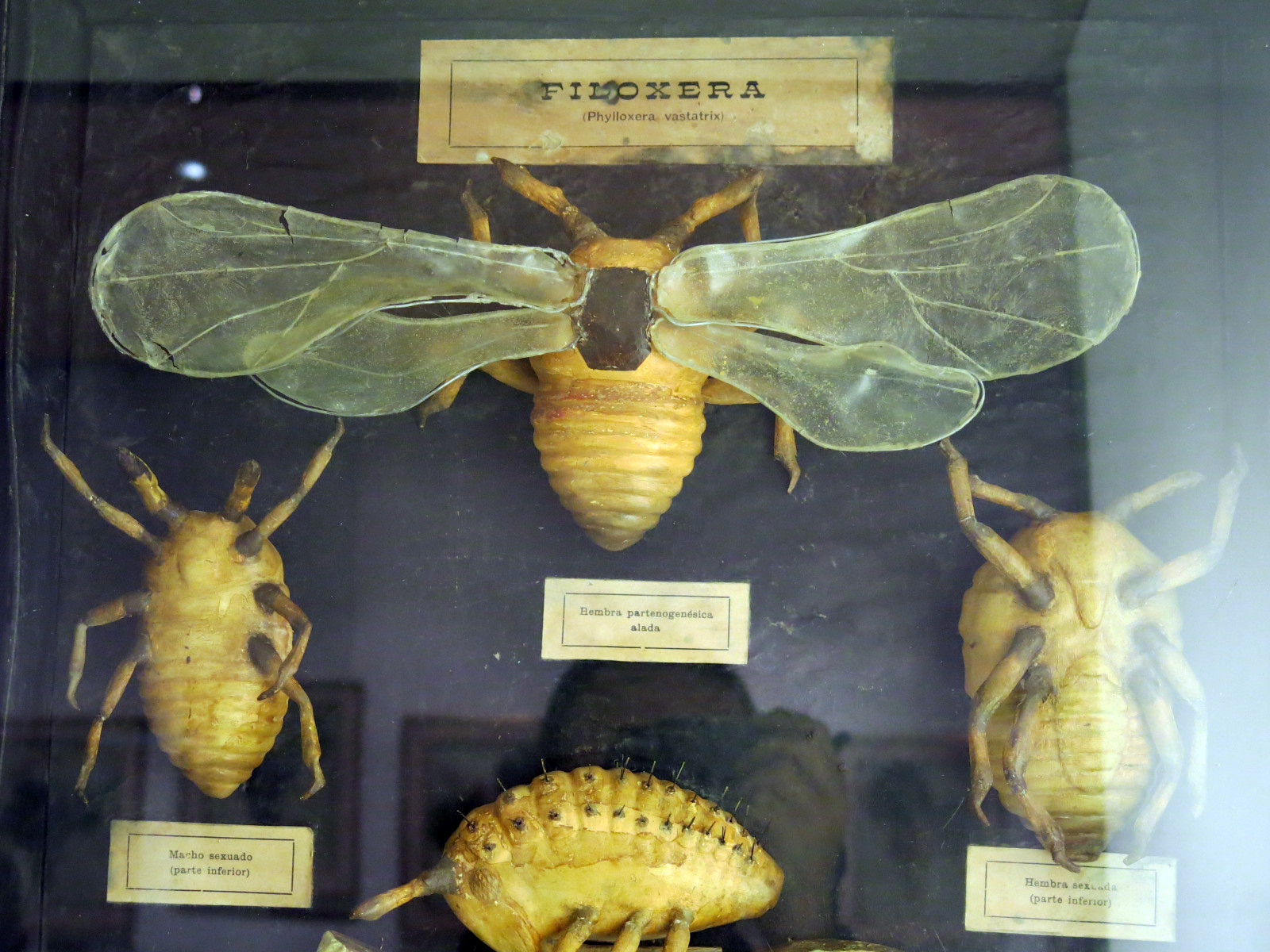
Verschillende stadia
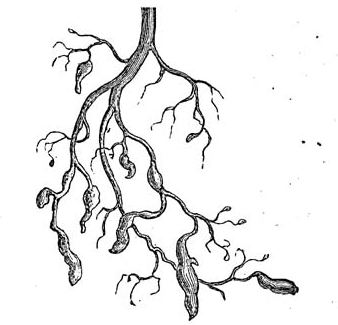
Wortelschade
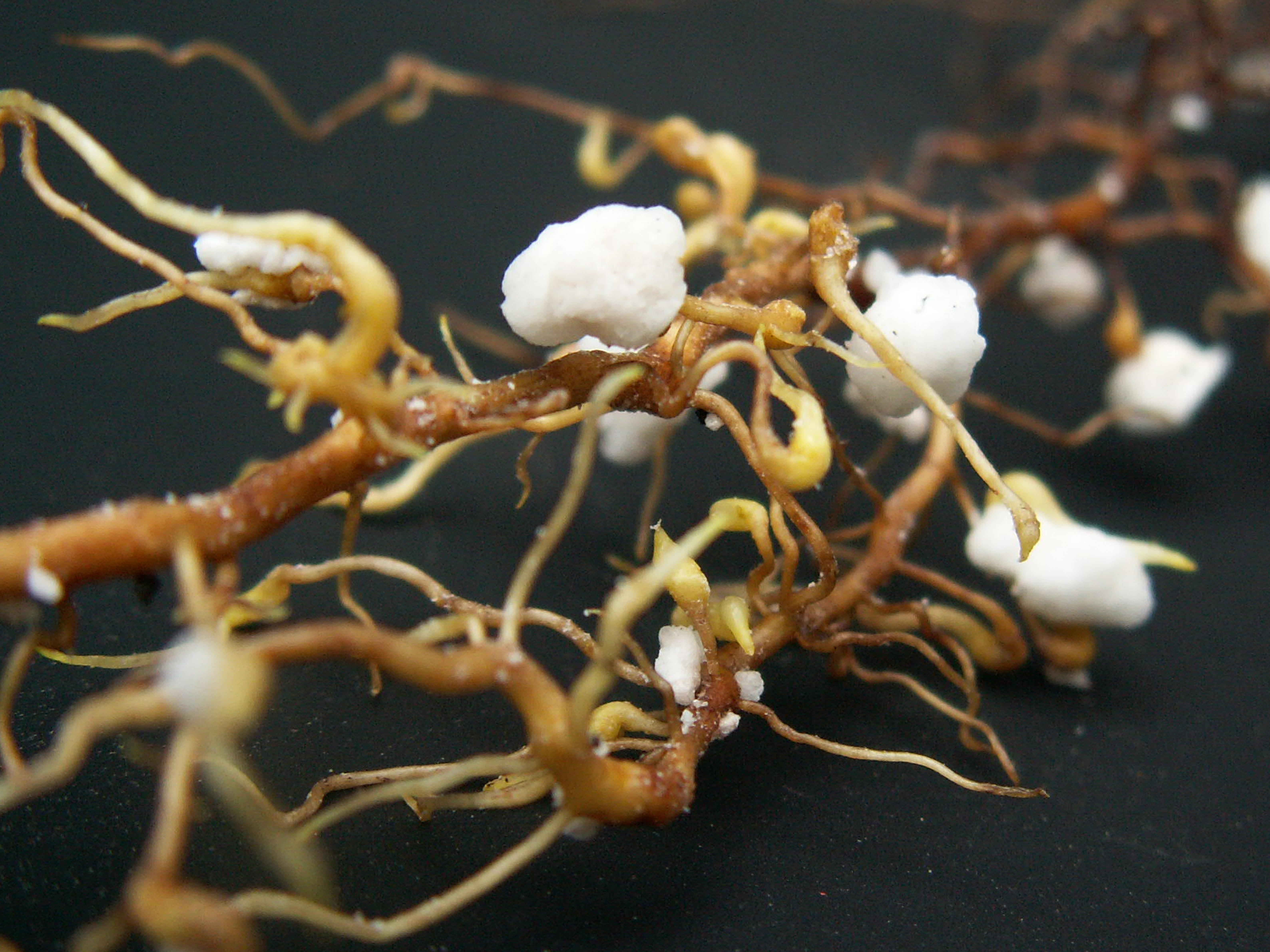
Wortelschade